# Patrick Bateman
Patrick Bateman is een personage en de hoofdpersoon in het boek American Psycho van Bret Easton Ellis uit 1991.
Patrick Bateman is een stereotiepe yup uit de jaren tachtig en werkt op Wall Street voor een enorm salaris. Hij vult zijn dagen met het in optimale conditie houden van zijn lichaam, vergaderingen waar het belangrijkste topic het ontwerp van de nieuwe visitekaartjes is en power lunches in exclusieve etablissementen. De andere zijde van zijn personage is echter dat van een wrede moordenaar en verkrachter met extreem gewelddadige fantasieën. In American Psycho worden al zijn verkrachtingen, moorden en kannibalisme tot in detail beschreven.
Het boek van Bret Easton Ellis werd in 2000 verfilmd met Christian Bale in de rol van Bateman.